# Florent Caron Darras
Pour les articles homonymes, voir Darras.
Florent Caron Darras, aussi dit Florent C. Darras, est un musicien et compositeur français né le 28 octobre 1986 à Niigata Shi au Japon.
Inspiré par les musiques électroniques et traditionnelles, il écrit une musique travaillant notamment la répétition, la microrythmie et la microintervallité. Ses recherches musicales portent sur les conséquences formelles des analogies entre vivant et technologie, pour une conception du temps et de l’espace qui soit inspirée de modèles environnementaux.

## Biographie
Florent Caron Darras commence sa pratique musicale par les percussions classiques, la batterie et le chant, au conservatoire à rayonnement régional d'Angers et à l'École maîtrisienne régionale des Pays de la Loire, où il est initié au chant grégorien et à l'écriture neumatique. Il poursuit des études en région parisienne, dans un Master Recherche sur la musique contemporaine japonaise à l'université Paris-Sorbonne et dans la classe de composition de Jean-Luc Hervé au conservatoire à rayonnement régional de Boulogne-Billancourt. En 2009 il entre au Conservatoire national supérieur de musique et de danse de Paris où son parcours est récompensé par quatre prix, en composition (classes de Stefano Gervasoni et Luis Naón), improvisation, analyse et esthétique.
Désireux de confronter son travail auprès de musiciens reconnus, il reçoit notamment les écoutes et conseils de Tristan Murail, Toshio Hosokawa, Mark Andre et Yann Robin avant d'intégrer le cursus de composition et d'informatique musicale de l'Institut de recherche et coordination acoustique/musique (IRCAM). Agrégé de musique, il enseigne l'analyse, l'acoustique et la théorie du paysage sonore à l'université catholique de l'Ouest et poursuit depuis 2014 des recherches indépendantes sur la structure harmonique des polyphonies vocales de Géorgie avec l'ethnomusicologue Simha Arom. En 2019, il est admis au programme doctoral recherche-création SACRe de l'université Paris sciences et lettres, dans l'école doctorale de l'École normale supérieure et sous la direction de Makis Solomos et de Gérard Pesson.
Florent Caron Darras travaille avec les formations françaises telles que l'Ensemble intercontemporain, TM+, 2e2m, Court-Circuit, Ars Nova, Cairn, Multilatérale, Regards, Sillages et à l'international avec l'ensemble Muromachi (Tokyo) et le quatuor Castalian (Londres). Il collabore avec les chefs Matthias Pintscher, David Reiland, Léo Warynski, Jean Deroyer et Simon Proust, ainsi qu'avec les interprètes Nicolas Arsenijevic, Annabelle Jarre et Thomas Lacôte. Sa musique a été diffusée sur France Musique et sur l'acousmonium du GRM et interprétée à la Philharmonie de Paris, au Tokyo Bunka Kaikan, au Studio 104 de la Maison de la Radio, au Centquatre-Paris, ou encore lors du festival ManiFeste (Ircam-Centre Pompidou), au festival Présences (Radio France), au festival Ensemble(s), au festival Mixtur (Barcelone) et à l'exposition universelle de Milan. Il reçoit, durant son parcours, le soutien de la Fondation de France (Prix Monique Rollin), de la Fondation Meyer et de la SACEM. Il est compositeur en résidence à l'Orchestre National de Metz Grand-Est et à la Cité-musicale Metz pour les saisons 2022-2024.

## Œuvres musicales

### Musique pour ensemble dirigé
- Territoires, pour 8 musiciens (2021)
- Lumina, pour 16 musiciens (2021)
- Sentinelle Nord, pour 21 musiciens et dispositif électroacoustique (2017)
- Portal, pour 11 musiciens (2016)
- Soleil Mat, pour 7 musiciens (2014)

### Musique de chambre
- Cadran, pour deux accordéons microtonals et électronique (2021)
- Neghentropia, pour trompette, guitare électrique, accordéon microtonal et piano (2020)
- Rives, pour clarinette, saxophone, violon et violoncelle (2020)
- Milan Noir, pour flûte, clarinette, violon, alto, violoncelle et piano (2019)
- Traversée, pour violon, violoncelle et accordéon (2018)
- Forgerons, pour deux pianos et deux percussions (2015)
- Cordes enlacées, pour deux altos, deux violoncelle, accordéon et percussion (2012)

### Musique soliste
- Signal, pour orgue (2020)
- Technotope, pour saxophone baryton et électronique (2019)
- Chute des êtres du ciel, pour harpe (2015)

### Musique électronique
- Synth01, en collaboration avec Samir Amarouch (2017)

## Autres informations
Florent Caron Darras est aussi photographe. Il expose à Yokohama, Venise et Paris, et se perfectionne aux côtés de Jean-Christophe Béchet et de Jean-Daniel Jolly-Monge.